# Itame andersoni
Itame andersoni là một loài bướm đêm trong họ Geometridae.